# Szarvasi rovásfelirat

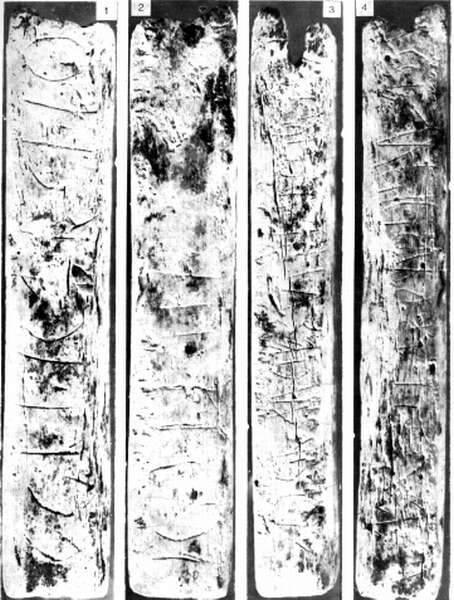
A szarvasi tűtartó négy oldalának fényképe

A szarvasi rovásfeliratot 1983. április 27-ikén Juhász Irén, a Szarvasi Múzeum régésze fedezte fel Szarvas határában. A felirat egy csontból faragott tűtartón olvasható, amely kárpát-medencei rovással készült és Vékony Gábor régész fejtette meg először. Ez egy mágikus feliratot tartalmaz a késő avar korszakból (700-791).
Többek között Róna-Tas András, Bálint Csanád és Vásáry István szerint a szarvasi csont tűtartó feliratának karakterei azonosak a nagyszentmiklósi kincs felirataiéval, ami egyébként 100 km-re található Szarvastól, ahogy azt Róna-Tas megjegyezte.

## A felirat olvasata
|  |

## Kritikák, alternatív elméletek
Vékony elméletével szemben megfogalmazódtak kritikák is. Ezek egyike szerepel Riba István cikkében.

## Forrásművek
- Bálint Csanád (2003): Nagyszentmiklósi kincs, 2003. In: Hungarian Virtual Encyclopedia, Published by the Research Institute of Philosophy Hungarian Academy of Sciences
- Juhász Irén (1983): Ein Avarenzeitlicher Nadelbehälter mit Kerbschrift aus Szarvas. In: Acta Acheologica 35 (1983), 34.
- Juhász Irén (1985): A szarvasi avar rovásírásos tűtartó. Magyar Tudomány, 85:2, 92-95.
- Róna-Tas András (1996): A honfoglaló magyar nép. Bevezetés a korai magyar történelem ismeretébe. Budapest: Balassi Kiadó, ISBN 963-506-106-4
- Róna-Tas, András (1999): Hungarians and Europe in the Early Middle Ages – An Introduction to Early Hungarian History, Budapest: CEU Press, ISBN 979-963-9116-48-0
- Vásáry István (2003): A régi Belső-Ázsia története. Szerk.: Ildikó Bende, sor. szerk.: István Zimonyi. Budapest: Balassi Kiadó
- Vékony Gábor (2004): A székely írás emlékei, kapcsolatai, története. Budapest: Nap Kiadó. ISBN 963-9402-45-1

## Külső webes hivatkozások
- A szarvasi rovásfelirat a RovásPédián
- A kárpát-medencei rovás a Rovásírás Honlapon
- Dr. Hosszú Gábor: Interjú a Magyar Katolikus Rádió Nyelvédesanyánk c. műsorában, szerkesztő: Gyarmathy Dóra. 2012. november 18. 15.00, a felvételen 13:50-nél kezdődik az interjú. (magyarul)
- Dr. Hosszú Gábor: A számítógépes paleográfia haszna. Interjú a Magyar Rádió Határok nélkül c. műsorában. 2012. július 10, az első 1:30 perc.[halott link] (magyarul)